# 柯羅氏海螄螺
柯羅氏海螄螺（学名：Epitonium kraussi）为海螄螺科海螄螺屬下的一个种。